# Trimmis
Trimmis (en romanche Termin) es una comuna suiza del cantón de los Grisones, situada en la región de Landquart. La comuna se encontraba dividida en dos partes separadas por la antigua comuna de Says, hasta que esta última fuera integrada en la comuna de Trimmis. El 1 de enero de 2008 la comuna de Says fue integrada en el territorio de Trimmis, luego de que las asambleas generales de las dos comunas aceptaran la fusión.
La comuna de Trimmis limita al norte con las comunas de Zizers y Grüsch, el este con Furna, al sur con Sankt Peter-Pagig, Castiel, Calfreisen y Maladers, al suroeste con Coira, y al oeste con Haldenstein y Untervaz.

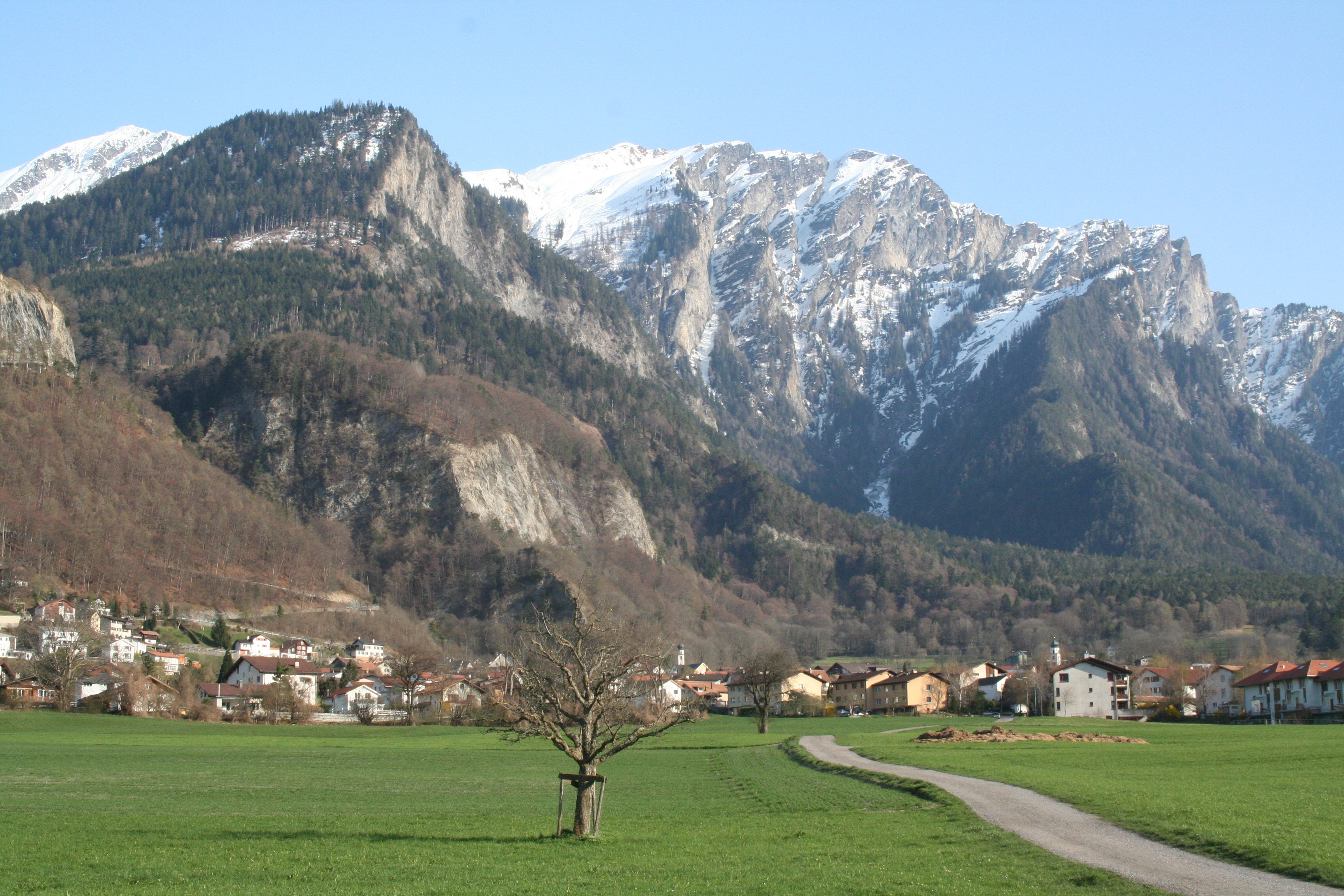
Trimmis en el valle del Rin.